# پروتئوس

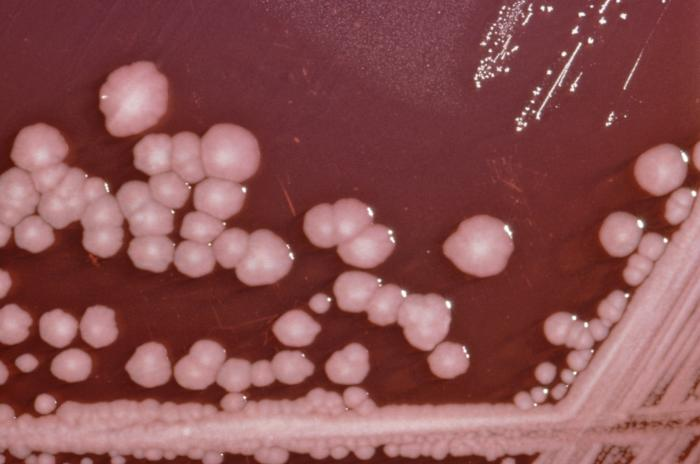
کلونی‌های پروتئوس میرابیلیس

پروتئوس نام یک سرده از باسیل های گرم منفی از گروه پروتئوباکتریا است. این باکتری‌ها در بسیاری از مناطق و در طبیعت پراکندگی بالایی داشته و به عنوان یک باکتری گندروی در بقایای در حال تجزیه گیاهی و جانوری، فضولات جانوران و انسان، فاضلاب‌ها و همچنین در رودهٔ برخی از پستانداران یافت می‌شوند. این باکتری‌ها همچنین به عنوان عوامل بیماری‌زای فرصت طلب مطرح بوده و معمولاً به عنوان عفونت‌های بیمارستانی به اشخاص منتقل شده و باعث ایجاد عفونت‌های ادراری و عفونت‌های سپتیک می‌شوند.

## ویژگی‌ها
پروتئوس‌ها گلوکز را تخمیر می‌کنند ولی معمولاً نمی‌توانند لاکتوز را تخمیر کنند. از خصوصیات مهم پروتئوس‌ها ایجاد سوارمینگ در سطح محیط جامد و تجزیه اوره و همچنین ایجاد H2S (سولفید هیدروژن) می‌باشد. پروتئوس بر روی محیط مک کانکی و EMB کلونی‌های لاکتوز منفی (بی‌رنگ) را تولید می‌کند.
در صورتی‌که دو سویهٔ متفاوت پروتئوس بر روی یک محیط کشت جامد کشت داده شود حلقه‌های رشد سوارمینگ آن‌ها با یکدیگر تداخل نمی‌نماید و حدفاصل آن‌ها ناحیه‌ای خالی بین دو گستره پروتئوس مشخص است. درحالی که اگر دو پروتئوس مورد نظر از یک سویه باشند این حلقه‌ها با یکدیگر ادغام می‌شوند.

## بیماری‌زایی
پروتئوس در انسان گاه موجب عفونت ادراری و عفونت زخم می‌شود (۹۰٪ پروتئوس میرابیلیس). همچنین آنزیم اوره آز این باکتری در تشکیل سنگ‌های کلیوی از جنس استرووایت مؤثر است. اکثر سویه‌های پروتئوس میرابیلیس به آمپی سیلین و سفالوسپورین‌ها حساس هستند اما پروتئوس وولگاریس در مقابل این آنتی‌بیوتیک‌ها مقاوم استِ.